# Miss Montenegro
Miss Montenegro (en montenegrino: Miss Crne Gore) es un concurso de belleza nacional en Montenegro. Se encarga de seleccionar a la representante del país para el concurso Miss Mundo.

## Ganadoras

### Miss Mundo Montenegro
: Declarada como ganadora
     : Terminó como finalista
     : Terminó como una de las semifinalistas o cuartofinalistas
     : Terminó como ganadora de premios especiales
| Año  | Municipio | Miss Mundo Montenegro | Posición en Miss Mundo | Premios especiales | Notas |
| ---- | --- | --- | --- | --- | --- |
| 2025 | Podgorica | Andrea Nikolić | Top 40 | - Multimedia (ganadora) | |
| 2023 | Podgorica | Anđela Vukadinović | No clasificó | | |
| 2022 | Miss Mundo 2021 se reprogramó para el 16 de marzo de 2022 debido al brote de pandemia de COVID-19 en Puerto Rico, no comenzó ninguna edición en 2022 | Miss Mundo 2021 se reprogramó para el 16 de marzo de 2022 debido al brote de pandemia de COVID-19 en Puerto Rico, no comenzó ninguna edición en 2022 | Miss Mundo 2021 se reprogramó para el 16 de marzo de 2022 debido al brote de pandemia de COVID-19 en Puerto Rico, no comenzó ninguna edición en 2022 | Miss Mundo 2021 se reprogramó para el 16 de marzo de 2022 debido al brote de pandemia de COVID-19 en Puerto Rico, no comenzó ninguna edición en 2022 | Miss Mundo 2021 se reprogramó para el 16 de marzo de 2022 debido al brote de pandemia de COVID-19 en Puerto Rico, no comenzó ninguna edición en 2022 |
| 2021 | Berane | Natalija Labović | No compitió | No compitió | Se retiró por motivos de salud. |
| 2020 | Debido al impacto de la pandemia de COVID-19, no hubo concurso en 2020                                                                               | Debido al impacto de la pandemia de COVID-19, no hubo concurso en 2020                                                                               | Debido al impacto de la pandemia de COVID-19, no hubo concurso en 2020                                                                               | Debido al impacto de la pandemia de COVID-19, no hubo concurso en 2020                                                                               | Debido al impacto de la pandemia de COVID-19, no hubo concurso en 2020                                                                               |
| 2019 | Podgorica | Mirjana Muratović | No clasificó | - Top Model (Top 40) | |
| 2018 | Podgorica | Natalija Glušcević | No clasificó | | |
| 2017 | Podgorica | Tea Babić | No clasificó | | |
| 2016 | Cetinje | Katarina Keković | No clasificó | | Designada: Keković fue primera finalista de Miss Montenegro 2015.                                                                                    |
| 2015 | Herceg Novi | Nataša Milosavljević | No clasificó | | |
| 2014 | Podgorica | Nataša Novaković | No clasificó | | |
| 2013 | Kotor | Ivana Milojko | No clasificó | | |
| 2012 | Pljevlja | Nikolina Lončar | No clasificó | | |
| 2011 | Podgorica | Maja Maraš | No clasificó | | |
| 2010 | Podgorica | Milica Milatović | No clasificó | | |
| 2009 | Kotor | Marijana Pokrajac | No clasificó | | |
| 2008 | Plavnica | Mariana Mihajlović | No clasificó | | |
| 2007 | Nikšić | Marija Ćirović | No clasificó | | |
| 2006 | Bar | Ivana Knežević | No clasificó | | |

### Miss Universo Montenegro
: Declarada como ganadora
     : Terminó como finalista
     : Terminó como una de las semifinalistas o cuartofinalistas
     : Terminó como ganadora de premios especiales
A partir de 2024, la Miss Universo Montenegro es elegida simultáneamente con Miss Universo Albania y Miss Universo Kosovo.
| Año                           | Municipio   | Miss Universo Montenegro | Posición en Miss Universo | Premios especiales | Notas                        |
| ----------------------------- | ----------- | ------------------------ | ------------------------- | ------------------ | ---------------------------- |
| 2024                          | Tuzi        | Rumina Ivezaj            | No clasificó              |                    |                              |
| No compitió entre 2016 y 2023 |             |                          |                           |                    |                              |
| 2016                          | Cetinje     | Katarina Keković         | No compitió               | No compitió        | Compitió en Miss Mundo 2016. |
| 2015                          | Podgorica   | Maja Čukić               | No clasificó              |                    |                              |
| 2014                          | Bar         | Nikoleta Jovanović       | No compitió               | No compitió        | No compitió                  |
| 2013                          | No compitió | No compitió              | No compitió               | No compitió        | No compitió                  |
| 2012                          | Podgorica   | Andrea Radonjić          | No clasificó              |                    |                              |
| 2011                          | Pljevlja    | Nikolina Lončar          | No clasificó              | - Miss Simpatía    |                              |
| 2010                          | No compitió | No compitió              | No compitió               | No compitió        | No compitió                  |
| 2009                          | Podgorica   | Anja Jovanović           | No clasificó              |                    |                              |
| 2008                          | Nikšić      | Daša Živković            | No clasificó              |                    |                              |
| 2007                          | Podgorica   | Snežana Bušković         | No clasificó              |                    |                              |